# Atherinosoma
Atherinosoma és un gènere de peixos pertanyent a la família dels aterínids.

## Taxonomia
- Atherinosoma elongata (Klunzinger, 1879)[2]
- Atherinosoma microstoma (Günther, 1861)[3][4][5][6][7][8][9]